# Soldatenfriedhof Amras

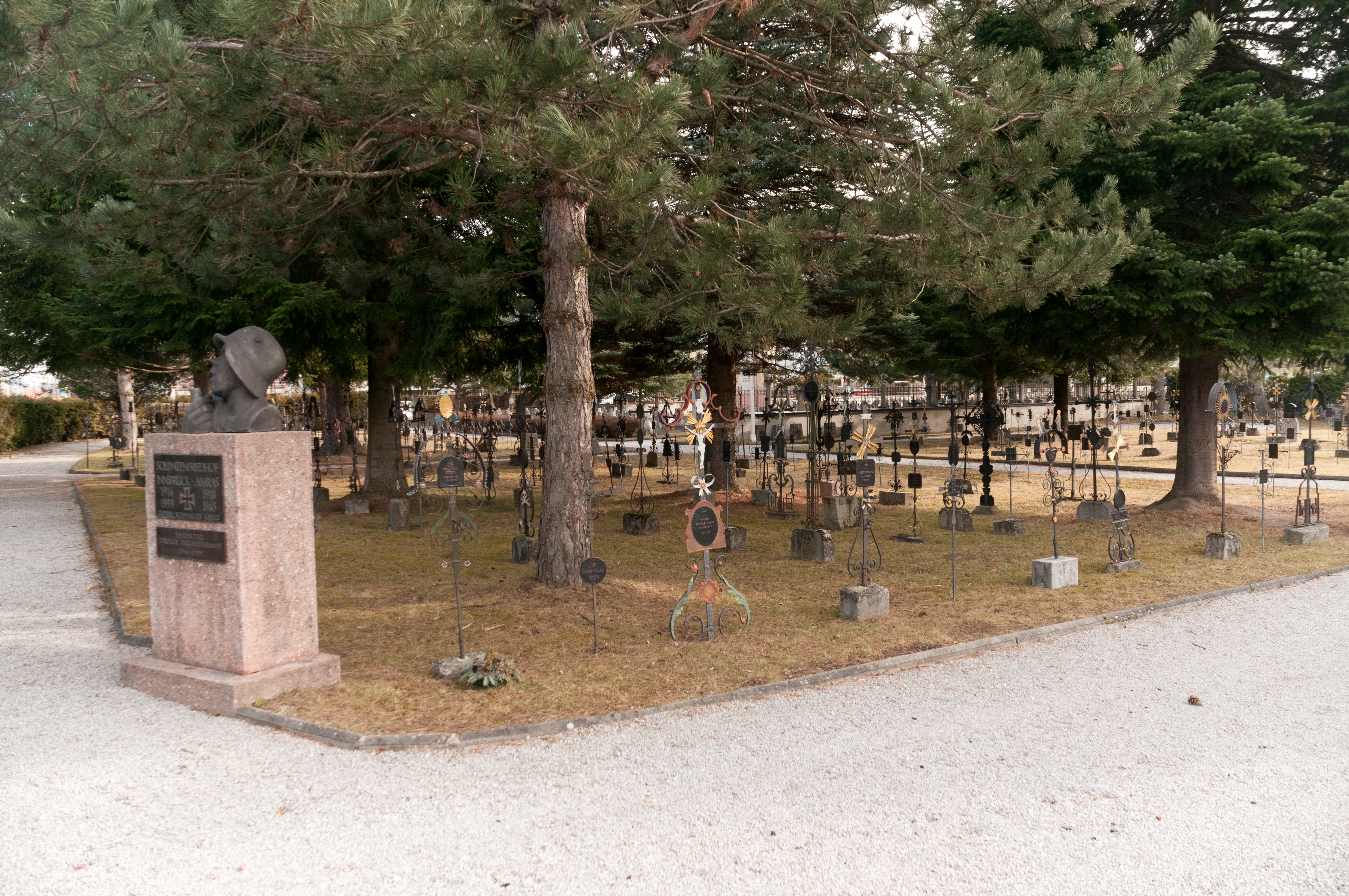
Blick vom östlichen Eingang auf den Tiroler Teil des Friedhofs

Der Soldatenfriedhof Amras zählt zu den Friedhöfen in Innsbruck und ist die größte Kriegsgräberanlage Tirols. Er wurde während des Ersten Weltkriegs 1917 angelegt und nach dem Zweiten Weltkrieg 1945 erweitert. 5680 gefallene Soldaten verschiedenster Nationen sind auf ihm beigesetzt. Der Friedhof ist im Besitz der Republik Österreich, er wird von der Burghauptmannschaft Österreich verwaltet und vom Österreichischen Schwarzen Kreuz betreut. Er steht unter Denkmalschutz.

## Anlage

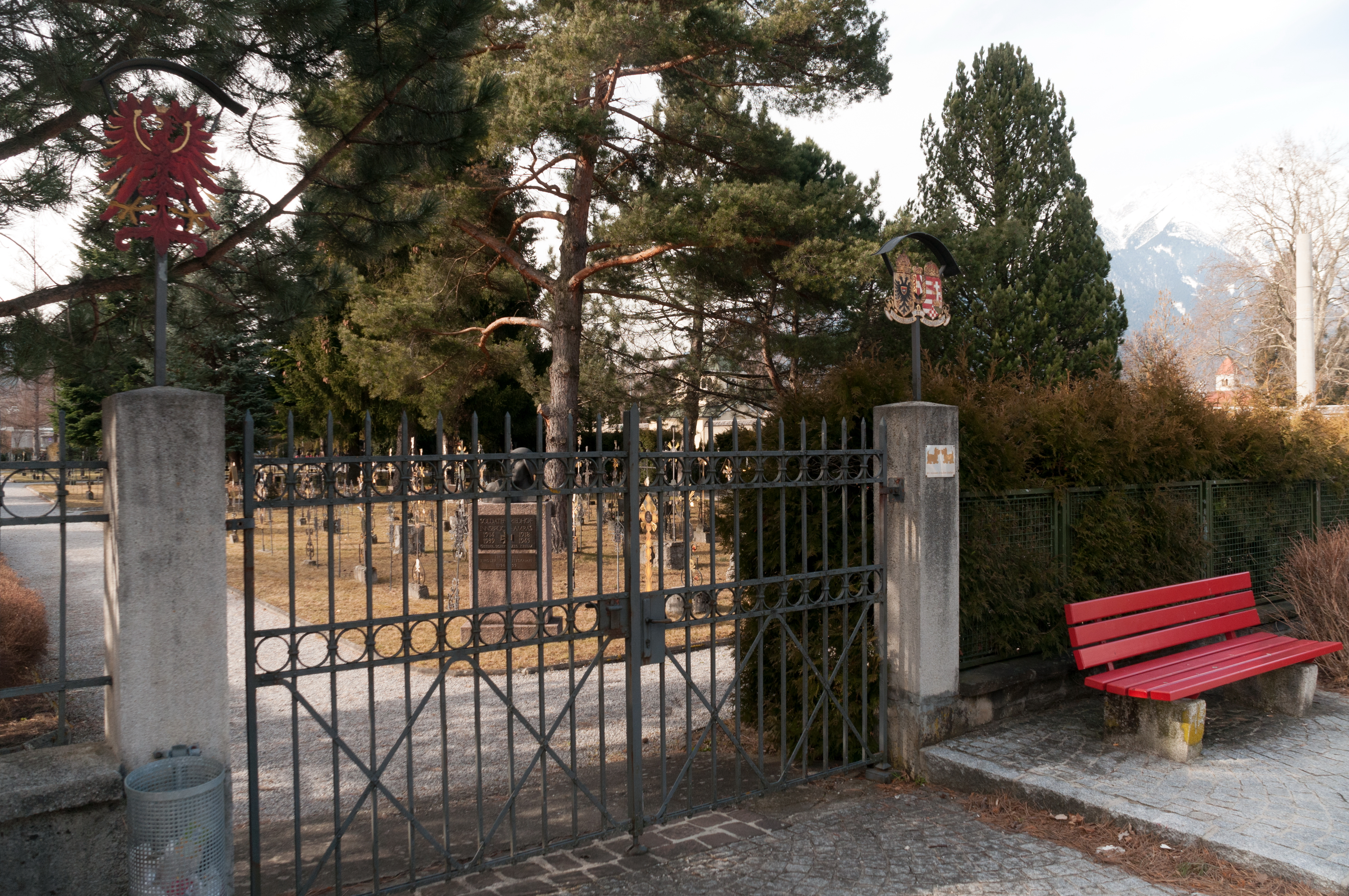
Eingang an der Amraser Straße

Der Friedhof liegt im Innsbrucker Stadtteil Amras südlich des Ostfriedhofs. Er wird im Norden von der Wiesengasse und im Osten von der Amraser Straße begrenzt, im Westen schließt die 1985 angelegte Erweiterung des Ostfriedhofs an. Das rechteckige Areal mit lockerem Nadelbaumbestand wird von zwei axial angeordneten Hauptwegen durchschnitten und durch Nebenwege in neun ungleich große Grabfelder (A–J) unterteilt. Die Anlage ist in einzelne, zum Teil umfriedete Bereiche gegliedert, in denen die Gefallenen entsprechend ihrer Herkunft beigesetzt wurden. Gedenksteine erinnern an die jüdischen Opfer des Nationalsozialismus und an die ums Leben gekommenen polnischen und anderen Kriegsgefangenen des Lagers Reichenau. Im Osten und Südosten ist der Friedhof von der ursprünglichen Umfassungsmauer mit Schmiedeeisengitter zwischen vegetabil gestalteten, romanisierenden Säulen aus Gussstein umgeben, der neuere Teil im Westen wird von einem mit Hecken bewachsenen Gitterzaun begrenzt.

### Italienischer Teil

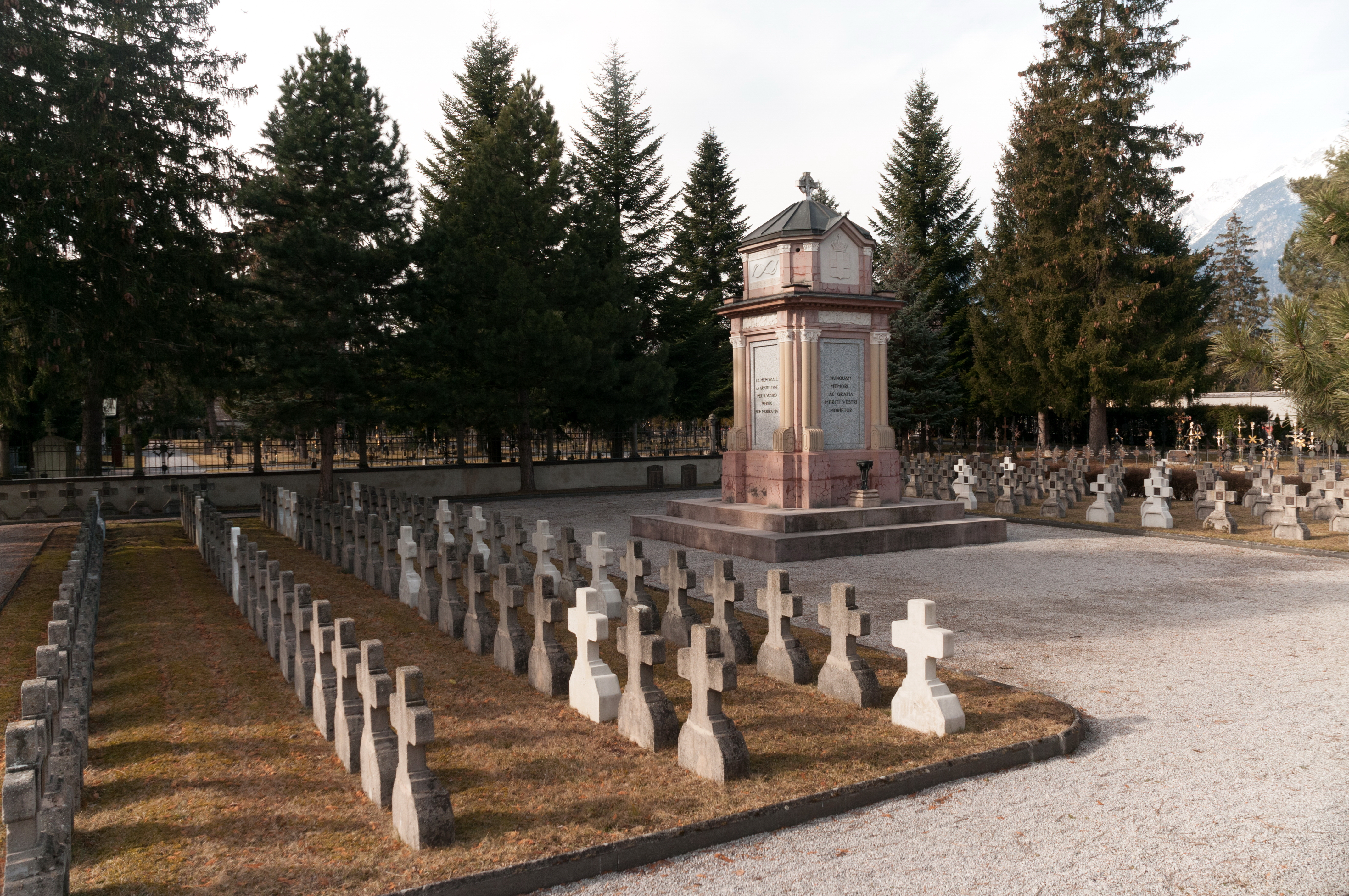
Italienischer Teil mit Denkmal

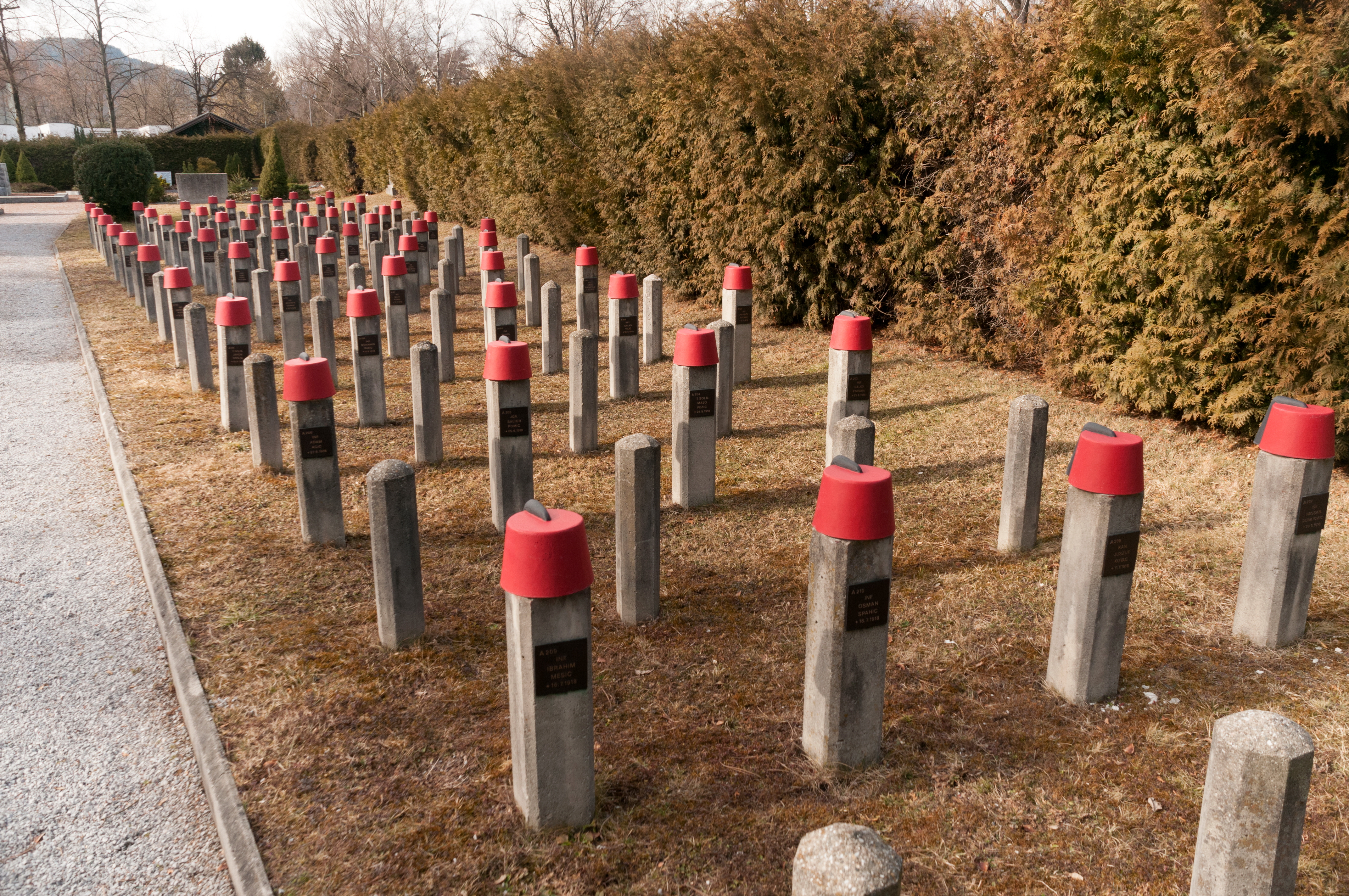
Muslimischer Teil

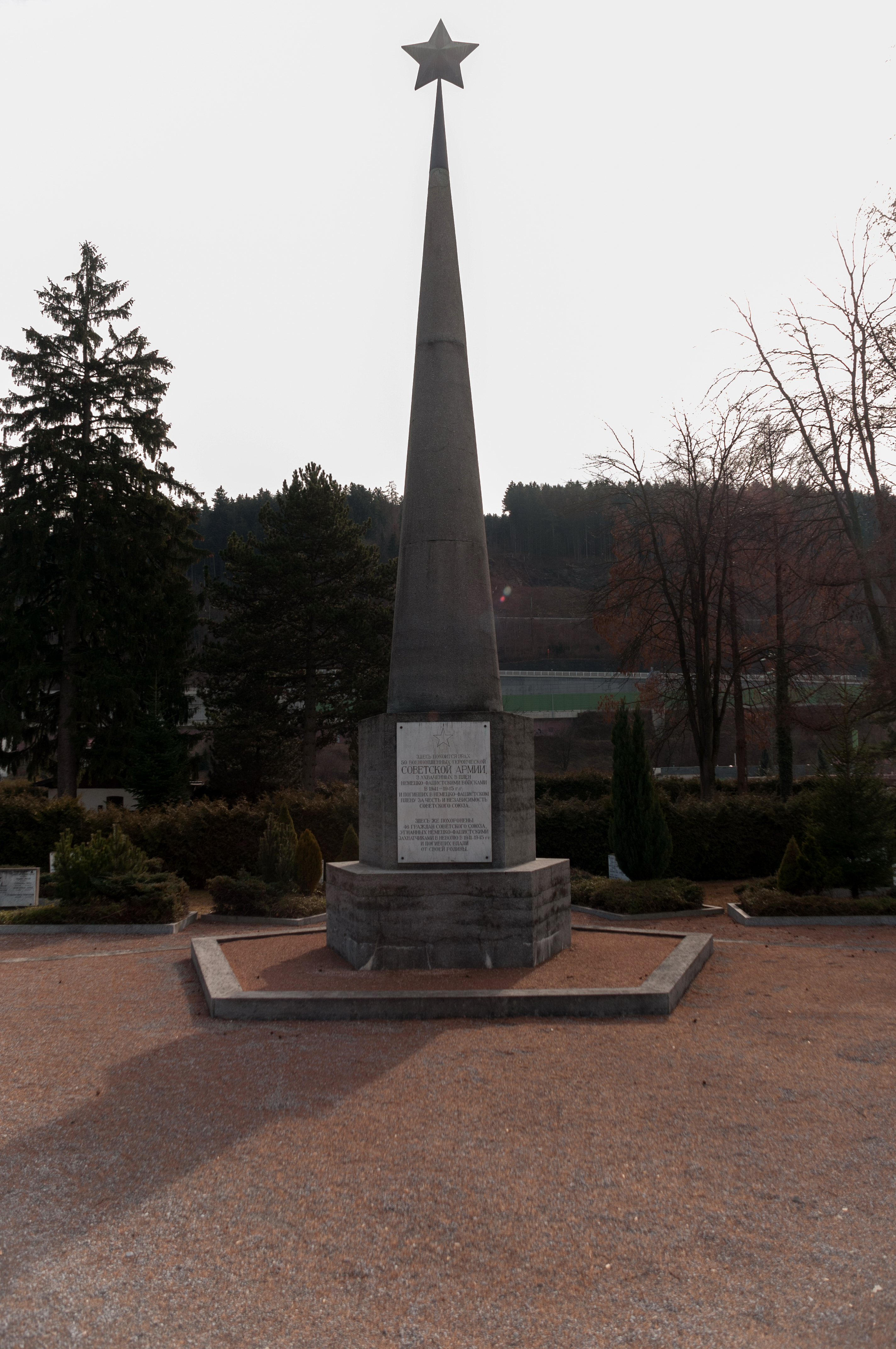
Obelisk im russischen Teil

Am italienischen Teil sind die während der italienischen Besatzungszeit Tirols von 1918 bis 1920 in Innsbrucker Spitälern verstorbenen italienischen Soldaten bestattet. Im Zentrum steht ein 1920 errichtetes, vierseitiges steinernes Denkmal, das von Natale Tommasi entworfen wurde und das architektonisch reich gestaltet ist und von einem kupfernen Zeltdach mit Steinkreuz bekrönt wird. Die Gebälkzone ist mit Relieffriesen aus weißem Marmor versehen, die Kriegsgeräte der vier Waffengattungen zeigen. Im achtseitigen tambourartigen Aufbau befinden sich von Eckpilastern flankierte Inschriften- und Relieffelder, an der Ostseite das Wappen Savoyens, im Süden und Norden ein Savoyischer Knoten. Die Gräber sind mit einheitlichen Grabkreuzen aus Gussstein versehen. Die Gusssteinsäulen der Einfriedung des italienischen Teils werden von der Darstellung eines italienischen Infanteriehelmes bekrönt.

### Tiroler Teil
Der Tiroler Teil ist den Gefallenen der k.k. Österreichischen Armee und der Tiroler Schützen gewidmet, die in den Tiroler Freiheitskriegen 1796 bis 1799 in allen Teilen des Landes gefallen sind und die nach 1945 von aufgelassenen anderen Grabfeldern hierher umgebettet wurden. Die Gräber sind mit historischen Schmiedeeisenkreuzen versehen. Im Süden der Anlage befindet sich ein 1984 neu gestalteter Altar aus Granit mit einem Kruzifix. An der Vorderseite des Altars und der dahinter stehenden Mauer befinden sich Inschriftentafeln mit den Namen von Gefallenen, vor dem Altar liegt ein Gedenkstein an den Tiroler Freiheitskampf.

### Muslimischer Teil
Im muslimischen Teil sind Soldaten der bosnisch-herzegowinischen Regimenter bestattet, die im Ersten Weltkrieg in der österreichisch-ungarischen Armee kämpften. Die nach Osten orientierten steinernen Grabstelen sind mit aufgesetzten rot-schwarzen Fezen versehen. An der Vorderseite befinden sich kleine Tafeln mit den Namen der Gefallenen.

### Russischer Teil
Der russische Teil im Nordwesten der Anlage wurde 1949 für als Kriegsgefangene verstorbene Angehörige der Roten Armee angelegt und ist mit einer Hecke umgeben. Er beherbergt auf einem sternförmigen Grundriss angeordnete Gemeinschaftsgräber mit Kunststeinblöcken. Im Zentrum befindet sich ein hoher Rundobelisk aus Gussstein über einem Granitsockel, der von einem Sowjetstern bekrönt wird.